# Canton de Pont-Saint-Esprit
Le canton de Pont-Saint-Esprit est une circonscription électorale française du département du Gard, dans l'arrondissement de Nîmes.

## Histoire
Le canton de Pont-Saint-Esprit a été créé en 1790.
Un nouveau découpage territorial du Gard entre en vigueur à l'occasion des élections départementales de mars 2015, défini par le décret du 24 février 2014, en application des lois du 17 mai 2013 (loi organique 2013-402 et loi 2013-403). Les conseillers départementaux sont, à compter de ces élections, élus au scrutin majoritaire binominal mixte. Les électeurs de chaque canton élisent au Conseil départemental, nouvelle appellation du Conseil général, deux membres de sexe différent, qui se présentent en binôme de candidats. Les conseillers départementaux sont élus pour 6 ans au scrutin binominal majoritaire à deux tours, l'accès au second tour nécessitant 12,5 % des inscrits au 1er tour. En outre la totalité des conseillers départementaux est renouvelée. Ce nouveau mode de scrutin nécessite un redécoupage des cantons dont le nombre est divisé par deux avec arrondi à l'unité impaire supérieure si ce nombre n'est pas entier impair, assorti de conditions de seuils minimaux. Dans le Gard, le nombre de cantons passe ainsi de 46 à 23. Le nombre de communes du canton de Pont-Saint-Esprit passe de 15 à 24.
Le nouveau canton de Pont-Saint-Esprit est formé de communes des anciens cantons de Pont-Saint-Esprit (16 communes), de Bagnols-sur-Cèze (5 communes) et de Lussan (3 communes). Le canton est entièrement inclus dans l'arrondissement de Nîmes. Le bureau centralisateur est situé à Pont-Saint-Esprit.

## Patrimoine

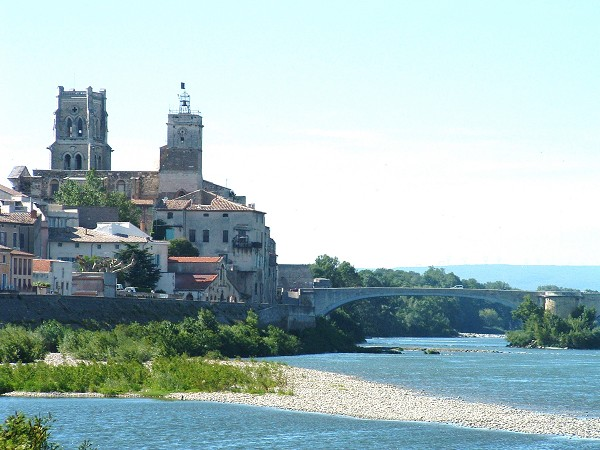
Pont-Saint-Esprit

## Représentation

### Juges de paix
| Période | Période | Identité          | Fonction précédente                               | Observation |
| ------- | ------- | ----------------- | ------------------------------------------------- | ----------- |
| 1813    | 1830    | Claude de Vanel   |                                                   | -           |
| 1830    | 1862    | Andruéjol         |                                                   | -           |
| 1862    | 1870    | Auguste Renouard  | Juge de paix du canton de Montpezat-sous-Bauzon   | -           |
| 1870    | 1870    | Eugène Fabre      | Juge de paix du canton de Villefranche-sur-Mer    | -           |
| 1870    | 1874    | Émile Cabrol      |                                                   | -           |
| 1874    | 1876    | Paul Imberton     | Juge de paix du canton d'Aigues-Mortes            | -           |
| 1876    | 1881    | Brezun            | Juge de paix du canton de Saint-Félicien          | -           |
| 1881    | 1891    | Alfred de Caladon | Juge de paix du canton de Valleraugue             | -           |
| 1891    | 1891    | Jean Guillot      | Juge de paix du canton de Cluny                   | -           |
| 1891    | 1894    | Denis Pessard     | Juge de paix du canton de Saint-Agrève            | -           |
| 1894    | 1898    | Pierre Buffière   | Juge de paix du canton de Saint-Chély-d'Apcher    | -           |
| 1898    | 1899    | Étienne Clément   | Juge de paix du canton de Saint-Symphorien-d'Ozon | -           |
| 1899    | 1900    | Bellonet          | Juge de paix du canton de Villeneuve-lès-Avignon  | -           |
| 1900    | 1902    | Lucien Broche     | Juge de paix du canton de Saint-Rémy-sur-Durolle  | -           |
| 1902    | 1902    | Liotard           | Juge de paix du canton de Seyne                   | -           |
| 1902    | 1906    | Louis Bertrand    | Juge de paix du canton de Crest-Sud               | -           |
| 1906    | 1919    | Jean Guiraud      |                                                   | -           |
| 1920    | 1923    | Paul Chaballier   | Juge de paix du canton de Claret                  | -           |
| 1923    | 1933    | Jean Chambon      | Juge de paix du canton de Trèves                  | -           |

### Conseillers d'arrondissement
Le canton de Pont-Saint-Esprit avait deux conseillers d'arrondissement (à partir de 1934).
Il faisait partie de l'arrondissement d'Uzès jusqu'à sa disparition en 1926.
| Période                                  | Période | Identité                     | Étiquette                 | Qualité                                          |
| ---------------------------------------- | ------- | ---------------------------- | ------------------------- | ------------------------------------------------ |
| 1833                                     | 1839    | Auguste Pailhon              |                           | Propriétaire, maire de Saint-Paulet              |
| 1839                                     | 1845    | Louis Ode (1813-1874)        |                           | Négociant passementier, adjoint au maire de Pont |
| 1845                                     | 1848    | Jean-Louis Piollenc          |                           | Avocat à Uzès                                    |
| 1848                                     | 1852    | Jean-Joseph Lafaisse-Monteil |                           | Maire du Garn                                    |
| 1852                                     | 1861    | Adrien Vignal                |                           | Conseiller municipal de Goudargues               |
| 1861                                     | 1871    | Louis Bouyer                 |                           | Notaire, maire de Pont-Saint-Esprit              |
| 1871                                     | 1877    | Ernest Franquebalme          |                           | Propriétaire à Goudargues                        |
| 1877                                     | 1883    | Frédéric Vignal              | Républicain               | Maire de Goudargues                              |
| 1883                                     | 1889    | M. Chalvet                   |                           |                                                  |
| 1889                                     | 1895    | Frédéric Vignal              | Républicain               | Ancien maire de Goudargues                       |
| 1895                                     | 1898    | Félix Roux                   |                           | Négociant à Pont-Saint-Esprit                    |
| 1898                                     | 1913    | Fernand Eybert               | Républicain               | Négociant à Pont-Saint-Esprit                    |
| 1913                                     | 1919    | Charles Mengailhou           | Rad.                      | Maire de Pont-Saint-Esprit                       |
| 1919                                     | 1922    | Louis Luzerne                | SFIO                      | Conseiller municipal de Pont-Saint-Esprit        |
| 1922                                     | 1934    | Joachim Geris                | Rad.                      | Négociant à Pont-Saint-Esprit                    |
| 1934                                     | 1937    | Jean-Marius Augier           | Rad.                      | Maire de Pont-Saint-Esprit                       |
| 1934                                     | 1940    | Paul Estournel               | Rad. anti Front Populaire | Maire de Saint-Julien-de-Peyrolas                |
| 1937                                     | 1940    | Louis Flandin                | Rad. anti Front Populaire | Maire de Pont-Saint-Esprit                       |
| Les données manquantes sont à compléter. |         |                              |                           |                                                  |

### Conseillers généraux
| Période        | Période           | Identité                                    | Étiquette                     | Qualité |
| -------------- | ----------------- | ------------------------------------------- | ----------------------------- | --- |
| 1833           | 1848              | Sébastien Apollon Sibour                    |                               | Négociant Maire de Pont-Saint-Esprit (1831-1848) |
| 1848           | 1852              | Jean-Baptiste Pépin-Barbut                  |                               | Maire de Pont-Saint-Esprit (1848-1852) |
| 1852           | 1861              | Jacques Bonnefoy-Sibour                     | Républicain                   | Négociant, filateur de soie, propriétaire à Pont-Saint-Esprit |
| 1861           | 1871              | François Bravay                             | Indépendant                   | Propriétaire ancien Consul de France à Alexandrie Député (1863-1869)                                                                                               |
| 1871           | 1876 (décès)      | Jacques Bonnefoy-Sibour                     | Républicain                   | Négociant, filateur de soie, propriétaire à Pont-Saint-Esprit |
| 1877           | 1918 (décès)      | Georges Bonnefoy-Sibour (fils du précédent) | Républicain                   | Maire de Pont-Saint-Esprit (1878-1882, 1904-1908) Président du Conseil général (1901-1918) Député (1889-1893) Sénateur (1894-1918)                                 |
| 1919           | 1922              | Charles Mengailhou                          |                               | Maire de Pont-Saint-Esprit, conseiller d'arrondissement |
| 1922           | 1934              | Louis Luzerne                               | SFIO                          | Conseiller municipal de Pont-Saint-Esprit, conseiller d'arrondissement                                                                                             |
| 1934           | 1940              | Joachim Geris                               | Rad.                          | Négociant à Pont-Saint-Esprit, conseiller d'arrondissement |
|                |                   |                                             |                               | |
| 1942           | 1945              | Louis Flandin                               | Rad.                          | Maire de Pont-Saint-Esprit, conseiller d'arrondissement Nommé conseiller départemental en 1942                                                                     |
|                |                   |                                             |                               | |
| 1945           | 1949              | Raoul Trintignant (1898-1983)               | SFIO                          | Industriel Maire de Pont-Saint-Esprit (1944-1947) |
| 1949           | 1957 (décès)      | André de Philip (1891-1957)                 | RPF puis ARS                  | Général de brigade, Pont-Saint-Esprit |
| 9 février 1958 | 1973              | Paul Béchard                                | SFIO puis DVG                 | Industriel Maire d’Alès (1947-1948 et 1953-1965) Président du Conseil général (1961-1973) Secrétaire d’État (1946-1948) Sénateur (1955-1958) Député (1958-1967)    |
| 1973           | 2004              | Gilbert Baumet                              | PS puis MDR puis DVD puis UMP | Cadre Maire de Pont-Saint-Esprit (1971-2010) Sénateur (1980-1993) Ministre Député (1993-1997) Président du Conseil général (1979-1994)                             |
| 2004           | 2005 (annulation) | Christophe Serre                            | PS                            | Maire de Saint-Paulet-de-Caisson depuis 1995 |
| 2005           | 2011              | Gilbert Baumet                              | UMP                           | Maire de Pont-Saint-Esprit (1971-2010) |
| 2011           | 2015              | Christophe Serre                            | PS                            | Agent administratif Maire de Saint-Paulet-de-Caisson depuis 1995 Vice-président du Conseil général depuis 2011 Président de la communauté de communes de ValCezArd |

### Conseillers départementaux
| Période élective | Période élective | Mandat | Mandat   | Identité         | Nuance | Nuance | Qualité |
| ---------------- | ---------------- | ------ | -------- | ---------------- | ------ | ------ | --- |
| 2015             | 2021             | 2015   | 2021     | Carole Bergeri   |        | DVG    | Professeur Maire de Saint-Marcel-de-Careiret depuis 2014 Vice-présidente du Conseil départemental depuis 2015 Déléguée à l'insertion et à l'accès à l'emploi                  |
| 2015             | 2021             | 2015   | 2021     | Christophe Serre |        | PS     | Agent administratif Maire de Saint-Paulet-de-Caisson depuis 1995 Vice-président du Conseil départemental depuis 2015 Délégué à l'autonomie des personnes âgées et handicapées |
| 2021             | 2028             | 2021   | en cours | Carole Bergeri   |        | DVG    | Conseillère sortante |
| 2021             | 2028             | 2021   | en cours | Christophe Serre |        | PS     | Conseiller sortant, 1er Vice-Président du conseil départemental délégué à l'autonomie des personnes âgées et handicapées                                                      |

### Résultats détaillés

#### Élections de mars 2015
À l'issue du 1er tour des élections départementales de 2015, deux binômes sont en ballottage : Christiane Gondard et Alain Salsano (FN, 38,84 %) et Carole Bergeri et Christophe Serre (DVG, 33,11 %). Le taux de participation est de 56,63 % (10 933 votants sur 19 306 inscrits) contre 53,96 % au niveau départementalet 50,17 % au niveau national.
Au second tour, Carole Bergeri et Christophe Serre (DVG) sont élus avec 52,49 % des suffrages exprimés et un taux de participation de 59,94 % (5 556 voix pour 11 572 votants et 19 306 inscrits).
Carole Bergeri est membre du groupe "Socialistes et apparentés".

#### Élections de juin 2021
Le premier tour des élections départementales de 2021 est marqué par un très faible taux de participation (33,26 % au niveau national). Dans le canton de Pont-Saint-Esprit, ce taux de participation est de 37,47 % (7 189 votants sur 19 184 inscrits) contre 33,46 % au niveau départemental. À l'issue de ce premier tour, deux binômes sont en ballottage : Carole Bergeri et Christophe Serre (Union à gauche avec des écologistes, 40,4 %) et Anne-Marie Collard et Michel Pous (RN, 31,43 %).
Le second tour des élections est marqué une nouvelle fois par une abstention massive équivalente au premier tour. Les taux de participation sont de 34,36 % au niveau national, 34,93 % dans le département et 38,17 % dans le canton de Pont-Saint-Esprit. Carole Bergeri et Christophe Serre (Union à gauche avec des écologistes) sont élus avec 58,18 % des suffrages exprimés (4 019 voix pour 7 324 votants et 19 188 inscrits),,.

## Composition

### Composition avant 2015

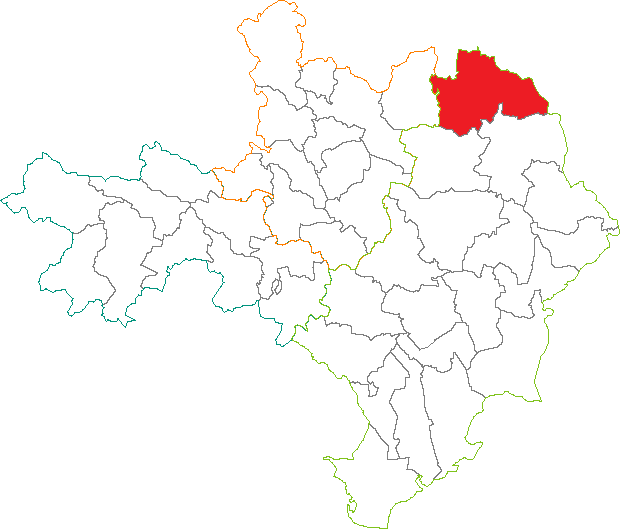
Situation du canton de Pont-Saint-Esprit dans le département du Gard avant 2015.

Le canton regroupait seize communes.
| Nom                           | Code Insee | Codepostal | Superficie (km2) | Population (dernière pop. légale) | Densité (hab./km2) |
| ----------------------------- | ---------- | ---------- | ---------------- | --------------------------------- | ------------------ |
| Pont-Saint-Esprit (chef-lieu) | 30202      | 30130      | 18,49            | 10 651 (2012)                     | 576                |
| Aiguèze                       | 30005      | 30760      | 20,03            | 216 (2012)                        | 11                 |
| Carsan                        | 30070      | 30130      | 11,71            | 659 (2012)                        | 56                 |
| Cornillon                     | 30096      | 30630      | 15,58            | 932 (2012)                        | 60                 |
| Le Garn                       | 30124      | 30760      | 10,81            | 232 (2012)                        | 21                 |
| Goudargues                    | 30131      | 30630      | 30,27            | 1 072 (2012)                      | 35                 |
| Issirac                       | 30134      | 30760      | 20,28            | 227 (2012)                        | 11                 |
| Laval-Saint-Roman             | 30143      | 30760      | 10,50            | 230 (2012)                        | 22                 |
| Montclus                      | 30175      | 30630      | 21,88            | 157 (2012)                        | 7,2                |
| Saint-Alexandre               | 30226      | 30130      | 12,87            | 1 113 (2012)                      | 86                 |
| Saint-André-de-Roquepertuis   | 30230      | 30630      | 12,18            | 574 (2012)                        | 47                 |
| Saint-Christol-de-Rodières    | 30242      | 30760      | 8,07             | 170 (2012)                        | 21                 |
| Saint-Julien-de-Peyrolas      | 30273      | 30760      | 12,54            | 1 291 (2012)                      | 103                |
| Saint-Laurent-de-Carnols      | 30277      | 30200      | 10,15            | 469 (2012)                        | 46                 |
| Saint-Paulet-de-Caisson       | 30290      | 30130      | 16,88            | 1 778 (2012)                      | 105                |
| Salazac                       | 30304      | 30760      | 9,98             | 185 (2012)                        | 19                 |

### Composition à partir de 2015
Le nouveau canton de Pont-Saint-Esprit comprend vingt-quatre communes entières.
| Nom                                       | Code Insee | Intercommunalité     | Superficie (km2) | Population (dernière pop. légale) | Densité (hab./km2) | Modifier                                    |
| ----------------------------------------- | ---------- | -------------------- | ---------------- | --------------------------------- | ------------------ | ------------------------------------------- |
| Pont-Saint-Esprit (bureau centralisateur) | 30202      | CA du Gard rhodanien | 18,49            | 10 759 (2022)                     | 582                | modifier les données · modifier les données |
| Aiguèze                                   | 30005      | CA du Gard rhodanien | 20,03            | 212 (2022)                        | 11                 | modifier les données · modifier les données |
| Carsan                                    | 30070      | CA du Gard rhodanien | 11,71            | 790 (2022)                        | 67                 | modifier les données · modifier les données |
| Cornillon                                 | 30096      | CA du Gard rhodanien | 15,58            | 908 (2022)                        | 58                 | modifier les données · modifier les données |
| Le Garn                                   | 30124      | CA du Gard rhodanien | 10,81            | 255 (2022)                        | 24                 | modifier les données · modifier les données |
| Goudargues                                | 30131      | CA du Gard rhodanien | 30,27            | 1 118 (2022)                      | 37                 | modifier les données · modifier les données |
| Issirac                                   | 30134      | CA du Gard rhodanien | 20,28            | 320 (2022)                        | 16                 | modifier les données · modifier les données |
| Laval-Saint-Roman                         | 30143      | CA du Gard rhodanien | 10,50            | 213 (2022)                        | 20                 | modifier les données · modifier les données |
| Montclus                                  | 30175      | CA du Gard rhodanien | 21,88            | 177 (2022)                        | 8,1                | modifier les données · modifier les données |
| La Roque-sur-Cèze                         | 30222      | CA du Gard rhodanien | 8,37             | 174 (2022)                        | 21                 | modifier les données · modifier les données |
| Saint-Alexandre                           | 30226      | CA du Gard rhodanien | 12,87            | 1 250 (2022)                      | 97                 | modifier les données · modifier les données |
| Saint-André-d'Olérargues                  | 30232      | CA du Gard rhodanien | 9,75             | 444 (2022)                        | 46                 | modifier les données · modifier les données |
| Saint-André-de-Roquepertuis               | 30230      | CA du Gard rhodanien | 12,18            | 576 (2022)                        | 47                 | modifier les données · modifier les données |
| Saint-Christol-de-Rodières                | 30242      | CA du Gard rhodanien | 8,07             | 160 (2022)                        | 20                 | modifier les données · modifier les données |
| Saint-Gervais                             | 30256      | CA du Gard rhodanien | 11,87            | 792 (2022)                        | 67                 | modifier les données · modifier les données |
| Saint-Julien-de-Peyrolas                  | 30273      | CA du Gard rhodanien | 12,54            | 1 501 (2022)                      | 120                | modifier les données · modifier les données |
| Saint-Laurent-de-Carnols                  | 30277      | CA du Gard rhodanien | 10,15            | 535 (2022)                        | 53                 | modifier les données · modifier les données |
| Saint-Marcel-de-Careiret                  | 30282      | CA du Gard rhodanien | 10,17            | 873 (2022)                        | 86                 | modifier les données · modifier les données |
| Saint-Michel-d'Euzet                      | 30287      | CA du Gard rhodanien | 10,36            | 719 (2022)                        | 69                 | modifier les données · modifier les données |
| Saint-Nazaire                             | 30288      | CA du Gard rhodanien | 6,68             | 1 297 (2022)                      | 194                | modifier les données · modifier les données |
| Saint-Paulet-de-Caisson                   | 30290      | CA du Gard rhodanien | 16,88            | 1 894 (2022)                      | 112                | modifier les données · modifier les données |
| Salazac                                   | 30304      | CA du Gard rhodanien | 9,98             | 215 (2022)                        | 22                 | modifier les données · modifier les données |
| Vénéjan                                   | 30342      | CA du Gard rhodanien | 18,55            | 1 262 (2022)                      | 68                 | modifier les données · modifier les données |
| Verfeuil                                  | 30343      | CA du Gard rhodanien | 25,97            | 594 (2022)                        | 23                 | modifier les données · modifier les données |
| Canton de Pont-Saint-Esprit               | 3014       |                      | 343,94           | 27 038 (2022)                     | 79                 | modifier les données                        |

## Démographie

### Démographie avant 2015
| 1962   | 1968   | 1975   | 1982   | 1990   | 1999   | 2006   | 2011   | 2012   |
| ------ | ------ | ------ | ------ | ------ | ------ | ------ | ------ | ------ |
| 10 585 | 11 816 | 11 483 | 13 676 | 16 457 | 17 241 | 18 465 | 19 873 | 19 956 |

### Démographie depuis 2015
En 2022, le canton comptait 27 038 habitants, en évolution de +4,36 % par rapport à 2016 (Gard : +2,97 %, France hors Mayotte : +2,11 %).
| 2013   | 2018   | 2022   |
| ------ | ------ | ------ |
| 25 547 | 26 170 | 27 038 |